# Otiothops puraquequara
Otiothops puraquequara är en spindelart som beskrevs av Brescovit, Bonaldo och Humberto de Souza Barreiros 2007. Otiothops puraquequara ingår i släktet Otiothops och familjen Palpimanidae. Inga underarter finns listade i Catalogue of Life.